# Ricard Giralt Miracle
Ricard Giralt Miracle (Barcelona, 2 de junio de 1911-26 de noviembre de 1994) fue un diseñador gráfico, ilustrador  y tipógrafo español, de origen catalán.
Aprendió a dibujar con su padre, Francesc Giralt Ill (1873-1947), destacado grabador litógrafo y miembro activo del Instituto Catalán de las Artes del Libro. Después de estudiar en las Escuelas del Patronato Domènech del barrio de Gracia, donde tuvo como profesor Artur Martorell, quien dejaría en él una gran impronta, empezó a trabajar como aprendiz en el estudio Industrias Gráficas Seix y Barral, sin dejar de formarse como dibujante y pintor en la Escuela de la Llotja y en el Centro Artístico de San Lucas de Barcelona.

## Biografía
Hijo de Francesc Giralt III, grabador y litógrafo, desde muy joven aprendió a dibujar diferentes familias tipográficas, destacando en las de tradición romana, inglesa y egipcia. A principio de 1930 figura como alumno de la Escuela de Artes y Oficios de Barcelona (Escuela de la Lonja). Es padre de Daniel y Pau Giralt-Miracle. 
Excepto el periodo del servicio militar y el lapso de la guerra, siguió en Seix y Barral hasta el 1947. Paralelamente al trabajo gráfico que hacía en esta imprenta, durante estos años llevó a cabo múltiples trabajos, entre las cuales destaca la colaboración con la Exposición Internacional de Barcelona del 1929 y la Editorial Janés. A principios de 1930 figura como alumno de la Escuela de Artes y Oficios Artísticos y Bellas artes (Lonja).
Dedicado a la creación de carteles, portadas y maquetación de libros, ediciones de bibliófilo y diseño tipográfico, del cual estudiaba cuidadosamente las características mirando de configurar alfabetos con carácter propio. Su obra está a medio camino entre el novecentismo de los primeros años y el diseño gráfico contemporáneo.
Fundador en 1947 de Filograf, Instituto de Arte Gráfico desde donde realizó marcas, plaquetas, calidoscopios, etc., además de alfabetos. Es en este estudio donde se desarrollaría profesionalmente, no solo como impresor, sino también como tipógrafo y grafista y, de hecho, es considerado uno de los primeros diseñadores gráficos del país. Desde Filograf promovió una profunda renovación de la tipografía, ámbito en que participó con la creación de varios alfabetos: Maryland (1960), Helios (1961), Disfrutó (1962), Biblos (1963), Pompeya (1963), Xènius (1964) y Gaya Ciencia (1970).
El 1953 fundó la editorial PEN (Producciones Editoriales del Nordeste). Los libros de arte que publicó fueron distinguidos por el Instituto Nacional del Libro Español entre los 50 mejores del año, pero aun así la iniciativa no salió bien. El 1956 empezó a realizar las plaquetas, pequeños impresos no venales que distribuía entre sus clientes y amigos con un saludo de Navidad o de vacaciones. Y el 1965 inició la serie Calidoscopios, unas creaciones gráficas basadas en la reiteración radial de grabados, imprimidos sobre una base de color irregular e inscritos en un perímetro circular.
Sus clientes solían tener inquietudes culturales, cosa que se pone de manifiesto en el trabajo que él hacía, que, fuera en el ámbito que fuera, evidenciaba su peculiar universo.
Implicado también en el ámbito asociativo, a lo largo de su vida formó parte del Sindicato de Dibujantes Profesionales de Cataluña, durante el periodo republicano; junto con Josep Pla-Narbona fundó el 1961 la Agrupación de Diseño Gráfico del FAD (ADG-*FAD) y puso buen hacer a disposición de la revista Dau al Set, el Grupo R, el Museo de Arte Abstracto de Cuenca, etc.

## Las plaquetas
Los impresos que Giralt Miracle hacía para informar los clientes de Filograf del traslado de sede, de las vacaciones o para felicitar la Navidad se convirtieron bien pronto en un campo de experimentación de su trabajo. De esta manera, las hojas de tinta rechazas eran la base de las maculaturas que después imprimía con este objetivo y se convirtieron en un apoyo con los que ensayar nuevas fórmulas gráficas y tipográficas para las cuales utilizaba restos de papel de la imprenta, grabados antiguos, letras o ilustraciones que hacía expresamente, a pesar de que en algunas ocasiones tuvo que recurrir a ilustraciones de Pere Torner Esquivos y E. C. Ricart.
De forma que lo que empezó como un banco de pruebas derivó en una práctica que lo complacía, especialmente porque le permitía desarrollar la vertiente creativa de forma totalmente libre, puesto que era él quien hacía el encargo y quien ponía los límites.
Por lo tanto, lo que al principio era una simple hoja o cartulina se convirtió en un díptico, en un desplegable y, finalmente, en una publicación pequeña, tanto en relación con sus dimensiones como la cantidad de páginas, que Giralt Miracle denominaba plaquetas, inspirándose en la palabra francesa plaquette, es decir cuaderno o folleto de formato reducido y de pocas páginas.
Giralt Miracle solía incluir textos bíblicos o canciones navideñas en las felicitaciones de Navidad y para las otras plaquetas, el autor, lector empedernido de poesía, decidió incorporar algún aforismo o verso, textos que elegía de entre sus lecturas, obras de Joan Maragall, Frederic Mistral, Josep Maria de Sagarra, Carles Riba, Josep Carner, Guillermo Díaz-Plaja, Eugeni de Ors, Marià Manent, Josep Pla, Antonio Machado, Petrarca, Ronsard, Shakespeare, Elisabeth Barrett Browning, etc. y haikus de autores japoneses, etc. Esto comportó que a lo largo del año ya fuera pensando y dando forma a aquel opúsculo que lo comunicaría con sus clientes, que generalmente acababan formando parte de su círculo de amigos y donde configuraba un lenguaje personal, poético y creativo, que a través de las técnicas tipográficas conectaba la lírica, la poesía visual, el collage, el fotomontaje, la tipografía experimental, la bibliofília y el espíritu de vanguardia.
De aquí viene que a menudo incluyera en las plaquetas poemas de autores tan valorados hoy como J. V. Foix o Joan Brossa, o aportaciones artísticas de los incuestionables Antoni Tàpies o Joan Miró. Unas colaboraciones que surgían de la amistad y de las conversaciones que compartían en Filograf, puesto que todos ellos eran en aquellos años amigos y compañeros de aventuras, así como clientes.
En teoría, las plaquetas se acabaron editando para felicitar la Navidad y para comunicar las vacaciones de verano a los clientes-amigos de Filograf, pero precisamente por el carácter experimental que tenían, con frecuencia la Navidad se felicitaba unos meses más tarde y la notificación de vacaciones se transformaba en una felicitación de verano. Del mismo modo que en algunas ocasionas las dos plaquetas se reducían a una porque la otra no llegaba a ver la luz, puesto que el autor decidía no editarla en no estar completamente satisfecho con el resultado conseguido.
Por todo esto, es evidente que las plaquetas son un ejemplo paradigmático de la personalidad del trabajo de Ricard Giralt Miracle, figura determinante en el camino de las artes y los oficios a la era del diseño.

## Distinciones
A lo largo de su carrera profesional recibió diferentes reconocimientos:
- 1936: Primer premio en el concurso de carteles organizado por la Asociación Protectora de la Enseñanza Catalana
- 1959: Premio Saulo por el mejor cartel del año, concedido por la Escuela Massana
- 1962: Delta de Oro del ADI-FAD, por el alfabeto Gaudí
- 1963: Delta de Plata del ADI-FAD, por el diseño del catálogo de Willy Fried
- 1980: Medalla de Oro del FAD, como reconocimiento a su trabajo
- 1983: Premio Ciudad de Barcelona a las Artes Plásticas
- 1986: Cruz de San Jorge de la Generalidad de Cataluña
- 1989: Graphic Design Excellence Award, de ICOGRADA, por su larga e innovadora trayectoria profesional
- 1990: Premio Nacional de Diseño Gráfico, concedido por el BCD y el Ministerio de Industria y Energía de España[8]
- 1992: Premio Nacional de Artes Plásticas, otorgado por el Departamento de Cultura de la Generalidad de Cataluña, en reconocimiento a su trayectoria como diseñador gráfico.

Se puede encontrar obra del diseñador en el Museo de Victoria y Alberto de Londres, en el Museo Solomon R. Guggenheim de Nueva York, en el Museo Gutenberg de Maguncia, en la Biblioteca Nacional Francia en París, en la Biblioteca de Cataluña, en el Museo del Diseño de Barcelona y el Museo Frederic Marès de Barcelona, el Museo Nacional Centro de Arte Reina Sofía de Madrid, en el IVAM Instituto Valenciano de Arte Moderno de Valencia y en la Universidad de Barcelona.